# Borta för alltid är förvisst den dag
Borta för alltid är förvisst den dag är en sång där versernas text är skrivna av Herbert Booth, körens text och musiken är skriven 1882 av Robert Johnson. Melodin i C-dur finns med i Frälsningsarméns MusikJournal M.J. 319. Sången översattes till svenska 1893 av Emanuel Booth-Hellberg

## Publicerad i
- Frälsningsarméns sångbok 1929 som nr 225 under rubriken "Jubel, erfarenhet och vittnesbörd".
- Sånger för Frälsningsarméns möten 1948 som nr 94 under rubriken "Jubel- och stridssånger".
- Frälsningsarméns sångbok 1968 som nr 263 under rubriken "Det Kristna Livet - Jubel och tacksägelse".
- Frälsningsarméns sångbok 1990 som nr 532 under rubriken "Erfarenhet och vittnesbörd".